# Semiothisa mundipennis
Semiothisa mundipennis är en fjärilsart som beskrevs av W. Warren 1901. Semiothisa mundipennis ingår i släktet Semiothisa och familjen mätare. Inga underarter finns listade i Catalogue of Life.